# Stadio Gino Bozzi
Lo stadio comunale Gino Bozzi, già noto come delle Due Strade, è un impianto sportivo di Firenze.
Ospita le partite interne delle squadre calcistiche C.S. Porta Romana e Rondinella. 

## Storia
Lo stadio è gestito, dal 2012 in assegnazione provvisoria e dal 2013 in via definitiva tramite bando pubblico, dal C.S. Porta Romana fino alla stagione 2027/2028. 
Vi hanno giocato i loro incontri casalinghi anche le formazioni della Fiorentina Primavera e della Fiorentina femminile prima che cambiassero impianto di gioco dalla stagione 2022-2023.

### Denominazione
Nelle settimane successive alla liberazione di Firenze, avvenuta l'11 agosto 1944, il nome dello stadio delle Due Strade passò da "stadio del Littorio" a "Gino Bozzi" in ricordo del partigiano fiorentino anche se, ufficialmente, non venne mai ratificata questa denominazione.
Il 2 febbraio 2016 la Giunta comunale ha deciso di confermare ufficialmente l'intitolazione alla memoria del partigiano defunto, sopprimendo così l'errata denominazione di "stadio Bruno Buozzi" che si era affermata per anni pur non avendo mai avuto una ragione logica di esistere.

## Struttura e ubicazione
Lo stadio è sito nel Quartiere 3 di Firenze, presso la frazione Due Strade, nella via dedicata a Stefano Borgonovo (in precedenza Via Ximenes). A fianco della struttura principale è presente un campo sussidiario.
Nel corso degli anni la struttura ha cominciato ad essere sempre meno adatta per ospitare incontri di livello e oggi, dopo la necessaria ristrutturazione del 2013, l'impianto ha una capienza di 3800 posti, è dotato di una tribuna centrale coperta, una tribuna laterale scoperta, un settore ospiti, una curva e una gradinata di fronte alla tribuna; nel sottotribuna si trovano la sede della società Porta Romana, gli spogliatoi, una palestra, i servizi igienici, l'infermeria, la lavanderia ed un bar.
Il campo di gioco è in erba sintetica.

## Centro di formazione federale
Il Comune di Firenze ha messo l'impianto a disposizione della Lega Nazionale Dilettanti della Federazione Italiana Giuoco Calcio per realizzare il "Centro di formazione federale" per la promozione dell'attività dilettantistica, giovanile, femminile e la formazione e la qualificazione degli operatori sportivi.
Tale centro è stato inaugurato il 23 ottobre 2013. Nell'impianto sono previste gare della Nazionale Under 21, la disputa di gare delle fasi finali del calcio dilettanti e gare della Nazionale di calcio femminile.